# Гюльбен
Гюльбен (нім. Hülben) — громада в Німеччині, знаходиться в землі Баден-Вюртемберг. Підпорядковується адміністративному округу Тюбінген. Входить до складу району Ройтлінген.
Площа — 6,40 км2. Населення становить 3024 ос. (станом на 31 грудня 2020).